# Schackenborg kastély
A Schackenborg kastély (dán nyelven:Schackenborg Slot) Dániában, a dél-jütlandi Møgeltønderben áll. 1993-tól 2014-ig Joakim dán hercegnek, II. Margit dán királynő második fiának a magánlakása volt.

## Története
A kastélyt eredetileg Møgeltønderhusnak (Møgeltønder-háznak) hívták, az itt található egykori erőd pedig a ribei római katolikus püspökök tulajdonában volt és a frízek elleni védelemként szolgált délen, őrizve a tengerhez vezető vízi utat.
A dániai reformáció idején a kastélyt az egyháztól a dán korona elkobozta. Gróf Hans von Schack, schleswigi nemes és katona kapta meg Møgeltønderhust III. Frigyes dán királytól katonai érdemeiért. Schack azonban 1661-ben a kastély nagy részét, annak rossz állapota miatt lebontatta, helyére megépítve az impozánsabb, barokk stílusú Schackenborg kastélyt.
1680-ban az udvarházból utcát alakítottak ki, amely a helyi templom felé vezetett. A kastély tizenegy generáción át volt a von Schack család tulajdona 1978-ig, amikor ismét a dán királyi család tulajdonába került.
1993-ban Schackenborg és a kiterjedt birtok Joakim dán herceghez, II. Margit királynő kisebbik fiához került. 1995-ben bejelentették, hogy a herceg, majd Alexandra hercegné végre beköltözik a rezidenciába. Esküvőjükre nemzeti gyűjtést rendeztek, a „Nemzet ajándéka” néven. Több millió dán korona gyűlt össze. A herceg bejelentette, hogy a pénzt a kastély helyreállítási programjára fordítják.
A kastély és a környező park ma nem látogatható a nagyközönség számára, de nyáron időnként lehetőség van tárlatvezetésre a kertekben. 2014 óta egy alapítvány tulajdonában van.

## Képgaléria

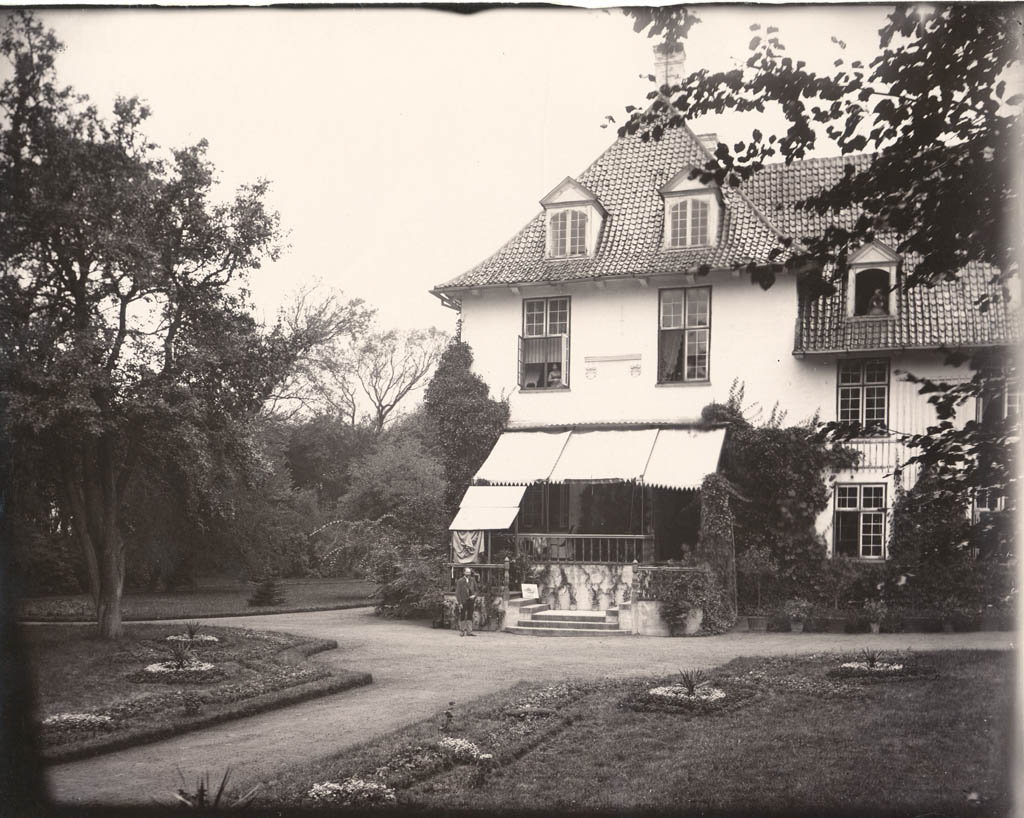
Carl Curman felvételén (1880-as évek)
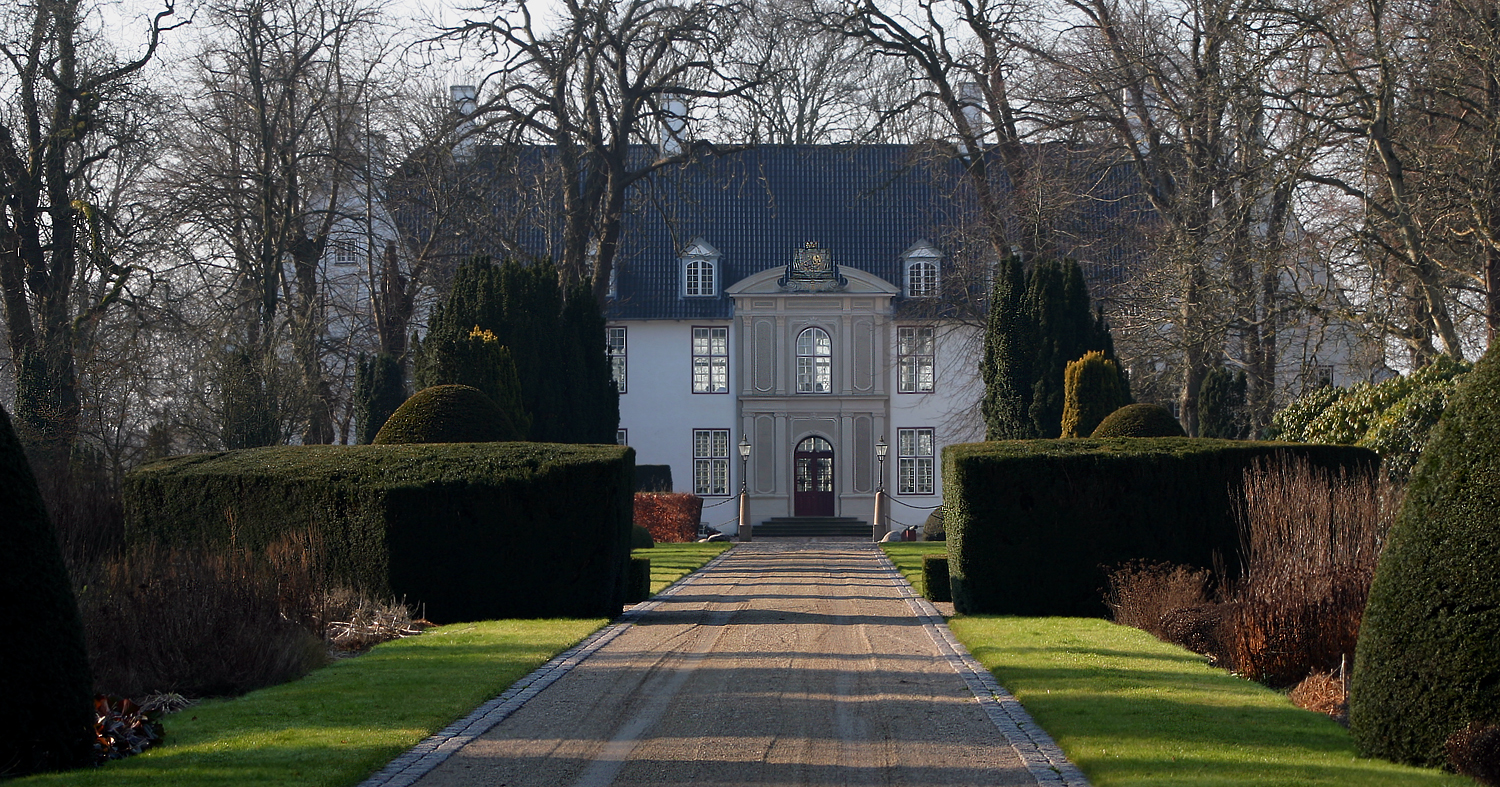
A kastély főbejárata a park felől nézve
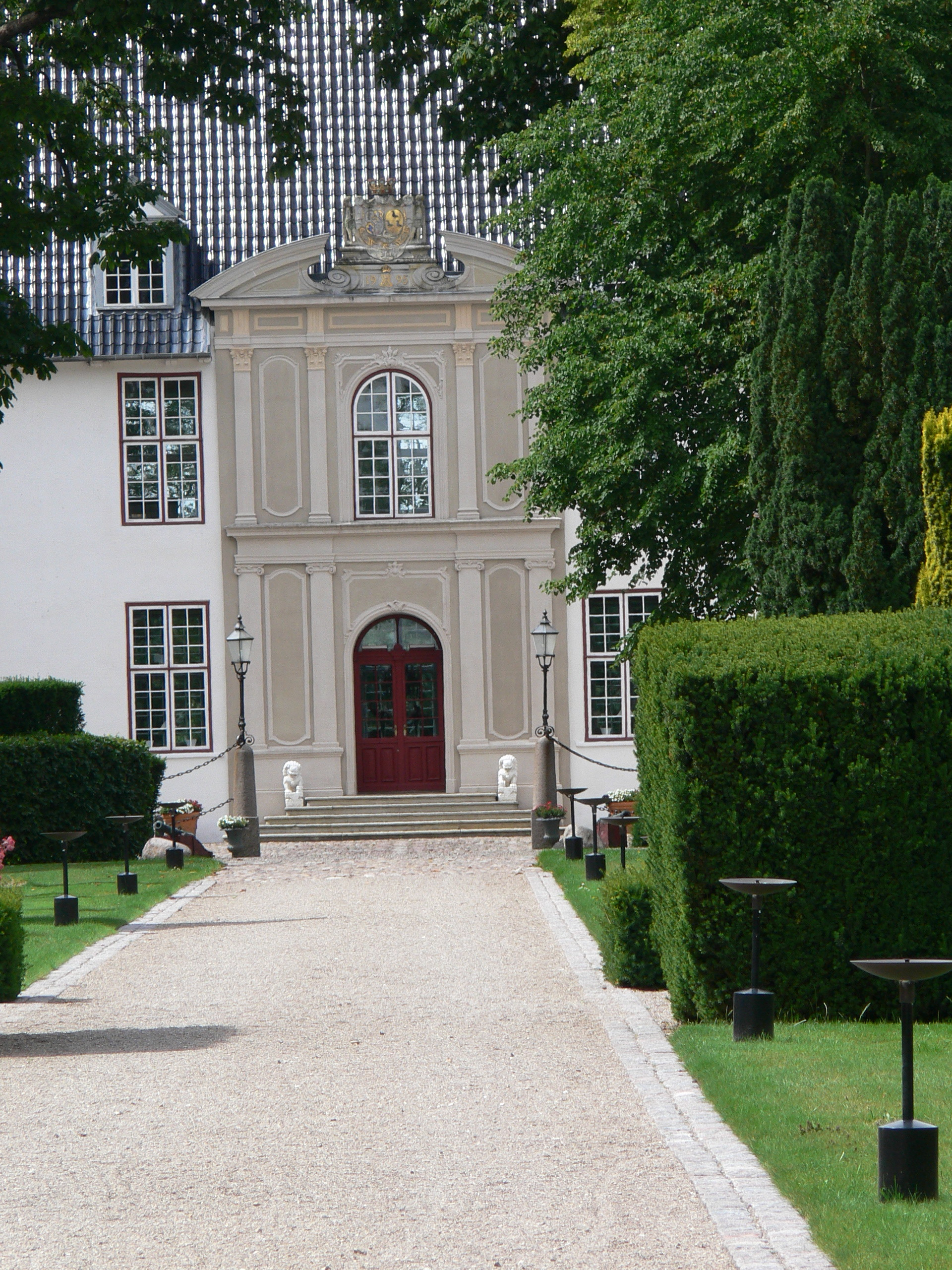
Kastélyrészlet
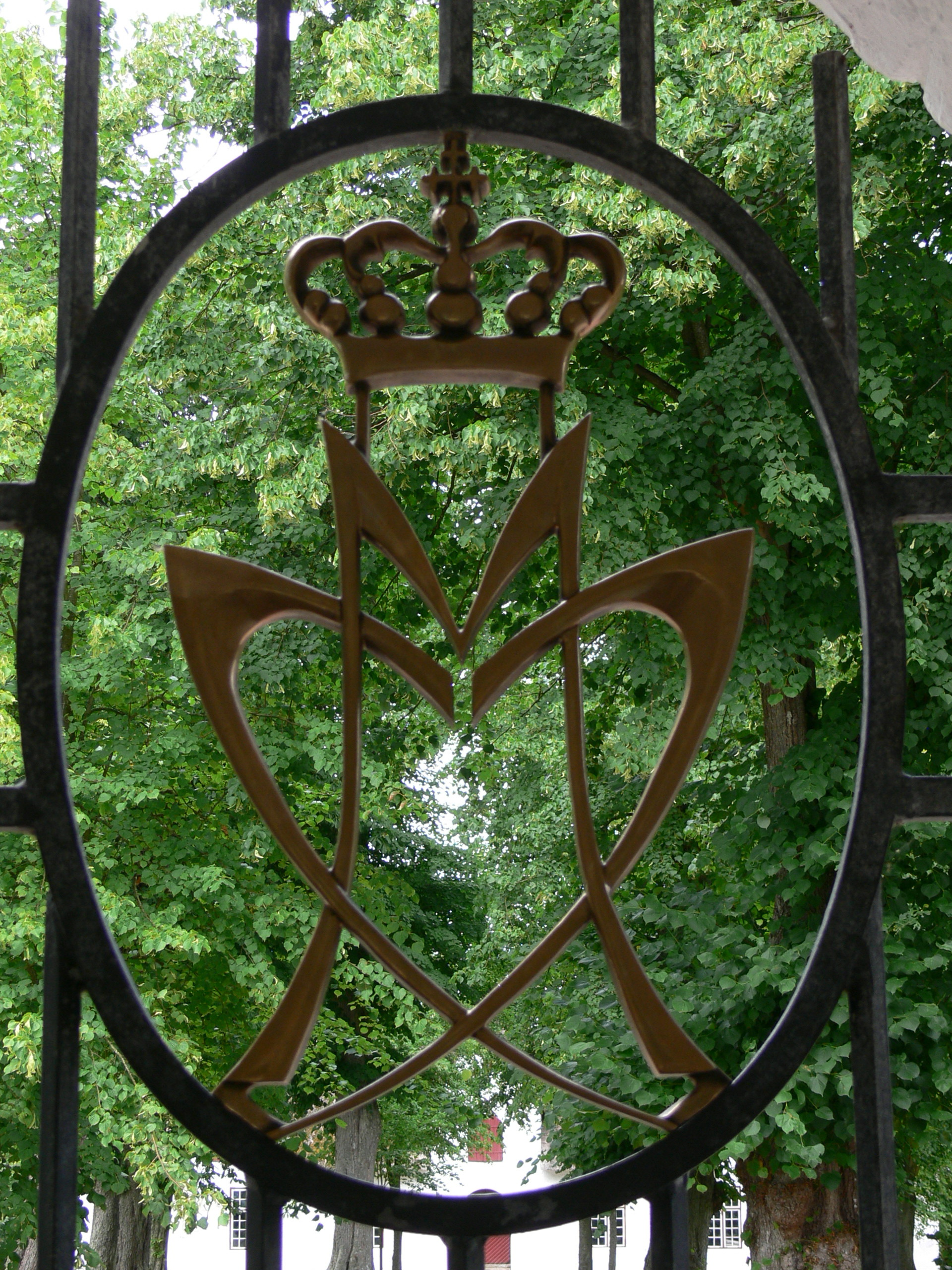
A kastélykapu részlete

## Fordítás
- Ez a szócikk részben vagy egészben  a   Schackenborg Castle című angol Wikipédia-szócikk ezen változatának fordításán alapul.  Az eredeti cikk szerkesztőit annak laptörténete sorolja fel. Ez a jelzés csupán a megfogalmazás eredetét és a szerzői jogokat jelzi, nem szolgál a cikkben szereplő információk forrásmegjelöléseként.